# Fuchsia magdalenae
Fuchsia magdalenae ist eine Pflanzenart aus der Familie der Nachtkerzengewächse (Onagraceae).

## Beschreibung
Fuchsia magdalenae zeichnet sich durch einen kletternden Wuchs aus. Die Sträucher erreichen eine Wuchshöhe zwischen 2 und 5 Metern. Ähnlich wie bei der in Neuseeland verbreiteten Fuchsia excorticata schält sich auch bei Fuchsia magdalenae die Rinde vom Stamm und den Zweigen.
Die meist zu dritt, seltener zu viert quirlständig an den Zweigen angeordneten, kurz gestielten, fast kahlen Laubblätter weisen eine Länge bis 8,5 Zentimeter und eine Breite bis 4 und 6 Zentimeter auf. Die schwach feinborstigen Blattstiele sind dunkel-purpur. Die festen, leicht ledrigen, eiförmigen bis elliptischen oder verkehrt-eiförmigen, unterseits helleren Blätter sind fast ganzrandig bis feingezähnt und spitz bis zugespitzt. Die Nebenblätter sind abfallend.
Die hängenden, orange-roten Blüten stehen meist einzeln oder paarweise in den Blattachseln. Die gestielten, vierzähligen Blüten mit doppelter Blütenhülle sind zwittrig. Ihr langer, schlanker und kahler „Tubus“ ist 42 bis 60 Millimeter lang. Die Kelchblätter sind spreizend mit grünlichen Spitzen, die Kronblätter sind etwa gleich lang. Es sind 8 Staubblätter und ein unterständiger Fruchtknoten mit langem, keulenförmigem Griffel mit kopfiger, leicht gelappter Narbe vorhanden. Es ist ein Diskus vorhanden.
Es werden etwa 2 Zentimeter lange, ellipsoide und dunkel-purpurne, vielsamige Beeren gebildet.
Die Chromosomenzahl beträgt 2n = 44.

## Herkunft
Fuchsia magdalenae stammt aus den Nebelwäldern Kolumbiens. Sie wächst dort in Höhenlagen zwischen 2000 und 3350 Meter.